# QuickDic
QuickDic ist ein kostenloses Wörterbuch-Format. Die deutsch↔englische Version hat über 300.000 Begriffe und Redewendungen in beiden Sprachen.

## Funktionsumfang
- Lautschrift zu häufig gebrauchten Begriffen in beiden Sprachen
- Neue deutsche Rechtschreibung
- Suche mit regulären Ausdrücken
- Zahlreiche Möglichkeiten zur Einschränkung der Suchergebnisse
- Erweiterbare, persönliche Datenbank für eigene Wörter und Übersetzungen
- Zahlreiche konjugierte deutsche Verben und unregelmäßige englische Verben
- Bei Verben kann angezeigt werden, ob diese transitiv oder reflexiv sind
- Übersetzungsergebnisse können nach Bedeutung gruppiert ausgegeben werden
- Ausgabe ähnlich geschriebener Wörter als Referenz für eine erneute Suche
- Ausschreiben von bis zu 15-stelligen Dezimalzahlen
- Optionale Angabe von Numerus und Genus bei den meisten deutschen Substantiven
- Funktionen zum Lernen von beliebigen Vokabeln
- QuickQuiz, SmileMan und LetraMix – drei kleine Vokabelspiele für zwischendurch
- QuissWord, der Generator für Kreuzworträtsel, die durch das Übersetzen von Fragen gelöst werden können